# Днестр (еврорегион)
2 февраля 2012 года в г. Киев, во время двусторонней встречи Премьер-министра Украины Н. Я. Азарова и Премьер-министра Республики Молдавия В. Филата, состоялось подписание статутных документов Еврорегиона «Днестр», а именно, учредительного договора.

## Участвующие стороны
Согласно договору к Еврорегиону «Днестр» от Украины вошла Винницкая область, от Республики Молдавия районы: Сорока, Дондушень, Окница, Резина, Флорешть и Шолданешты. 28 февраля 2013 года к Еврорегиону присоединился район Дубоссары Республики Молдавия.
Еврорегион «Днестр» также может быть расширен за счёт Каменского и Рыбницкого районов самопровозглашённой Приднестровской Молдавской республики.
Территория — 34 218 км2.
Население — 2 050 тыс. чел.
также может быть расширен
Еврорегион «Днестр» создается как орган трансграничного сотрудничества, как объединение местных органов власти административно-территориальных единиц Украины и Республики Молдавия
17 октября 2013 года МИД ПМР заявил что Приднестровская Молдавская Республика не намерена участвовать в проектах, реализуемых еврорегионом «Днестр».

## Цели
Основной целью создания и деятельности Еврорегиона «Днестр» является осуществление программ комплексного гармонизированного развития территорий, прилегающих к реке Днестр.
Для достижения цели Стороны будут сотрудничать, в пределах своей компетенции, в реализации следующих задач:
- организация, координация и углубление связей в экономике, торговле, науке, образовании, культуре, туризме и спорте;
- осуществление общих проектов по охране окружающей среды, экологического оздоровления бассейна реки Днестр;
- реализация общих трансграничных инвестиционных проектов;
- осуществление региональных проектов (программ) по вопросам сокращения безработицы среди населения приграничных районов посредством повышения экономического потенциала;
- организация контактов с соответствующими международными организациями, фондами, институтами, агентствами и другими организациями.

Во время учредительного собрания Совета Еврорегиона «Днестр», которое состоялось 27 февраля 2012 года на Украине в г. Винница, председателем Еврорегиона «Днестр» был избран председатель Винницкого областного Совета Сергей Татусяк, заместителем председателя Еврорегиона «Днестр» — председатель района Сорока Виктор Сэу.